# Jiquilpan de Juárez
Jiquilpan de Juárez es una ciudad ubicada al noroeste del estado de Michoacán, cabecera municipal del municipio de Jiquilpan. Por ser un colectivo muy antiguo y rico en cultura y en naturaleza, la ciudad de Jiquilpan fue declarada Pueblo Mágico, al ser inscrita en el Programa Federal de Pueblos Mágicos el 27 de noviembre de 2012.

## Toponimia
El nombre Jiquilpan proviene de los vocablos nahuas Xiuquilpan, Xiquilpan o Xiquilpa que se interpretan como ‘lugar de plantas tintóreas o de añil’. El nombre purépecha del asentamiento fue Huanimban ‘lugar de huanitas’, árboles de flor en forma de maíz tostado.

## Historia
Durante la época prehispánica Xiquilpan fue un centro cultural, agrícola y comercial importante; prueba de ello son los vestigios arqueológicos de El Otero. Fue conquistada en el año de 1450 por los sucesores del irecha Tariácuri: Hirepan, Tangáxoan e Hiquíngare.
En 1450 Tzitzispandáquare y Zuangua sometieron a los moradores del poblado al señorío Purépecha, imponiéndole el nombre de «Huanimban».
En 1522 llegó a conquistar Jiquilpan Cristóbal de Olid. En septiembre de 1598, una cédula comisionó a Luis Carrillo de Guzmán para formar las congregaciones, entre estas la de Jiquilpan. Los franciscanos tuvieron a su cargo la evangelización de la población, para lo que establecieron una doctrina, organizaron al pueblo en barrios y con el apoyo de los indígenas edificaron el templo y el convento. Para el siglo XVII, se establecieron en este lugar cofradías. Posteriormente, el corregimiento se transformó en Alcaldía Mayor. En la segunda mitad del siglo XVIII, ya en el régimen de intendencias, se convirtió en subdelegación.
Para 1822 Jiquilpan contaba con curato secular y ayuntamiento constitucional y de acuerdo con la división territorial que hizo el Congreso, quedó comprendido dentro del departamento de Zamora. Jiquilpan se elevó a rango de «ciudad» el 16 de abril de 1891, con el nombre de «Jiquilpan de Juárez».
El 10 de mayo de 1927, entró el cristero Francisco Meza a la localidad.

## Ubicación
La localidad se encuentra en la ubicación 19°59′28″N 102°43′5″O / 19.99111, -102.71806, a una altitud de 1549 m s. n. m. en el noroeste del estado de Michoacán cercano a los límites con el estado de Jalisco. Se encuentra a prácticamente nada de conurbarse con la ciudad de Sahuayo de Morelos ya que solo 2.4 kilómetros separan a ambas ciudades, pero Jiquilpan se encuentra ya conurbada con otras localidades del municipio de Sahuayo.

## Demografía
La población total de Jiquilpan de Juárez es de 24 662 habitantes en el 2020, de los cuales 11 697 son hombres y 12 965 son mujeres, según datos del XIV Censo General de Población y Vivienda llevado a cabo por el Instituto Nacional de Estadística y Geografía (INEGI), lo que representa un crecimiento promedio de 0.18 % anual en el período 2010-2020 sobre la base de los 24 233 habitantes registrados en el censo anterior. Al año 2020 la densidad de población era de 2358 hab/km². Por su población es la 21.ª ciudad más poblada de Michoacán.
La población de Jiquilpan de Juárez está mayoritariamente alfabetizada (3.37 % de personas mayores de 15 años analfabetas al año 2020) con un grado de escolarización en torno de los 9.5 años.
El 93.9 % de los habitantes de Jiquilpan de Juárez profesa la religión católica.
| Gráfica de evolución demográfica de Jiquilpan de Juárez entre 1900 y 2020                         |
|                                                                                                   |
| Población de los censos del Instituto Nacional de Estadística y Geografía (INEGI) de 1910 a 2020. |

## Lugares históricos y culturales

### Exconvento franciscano

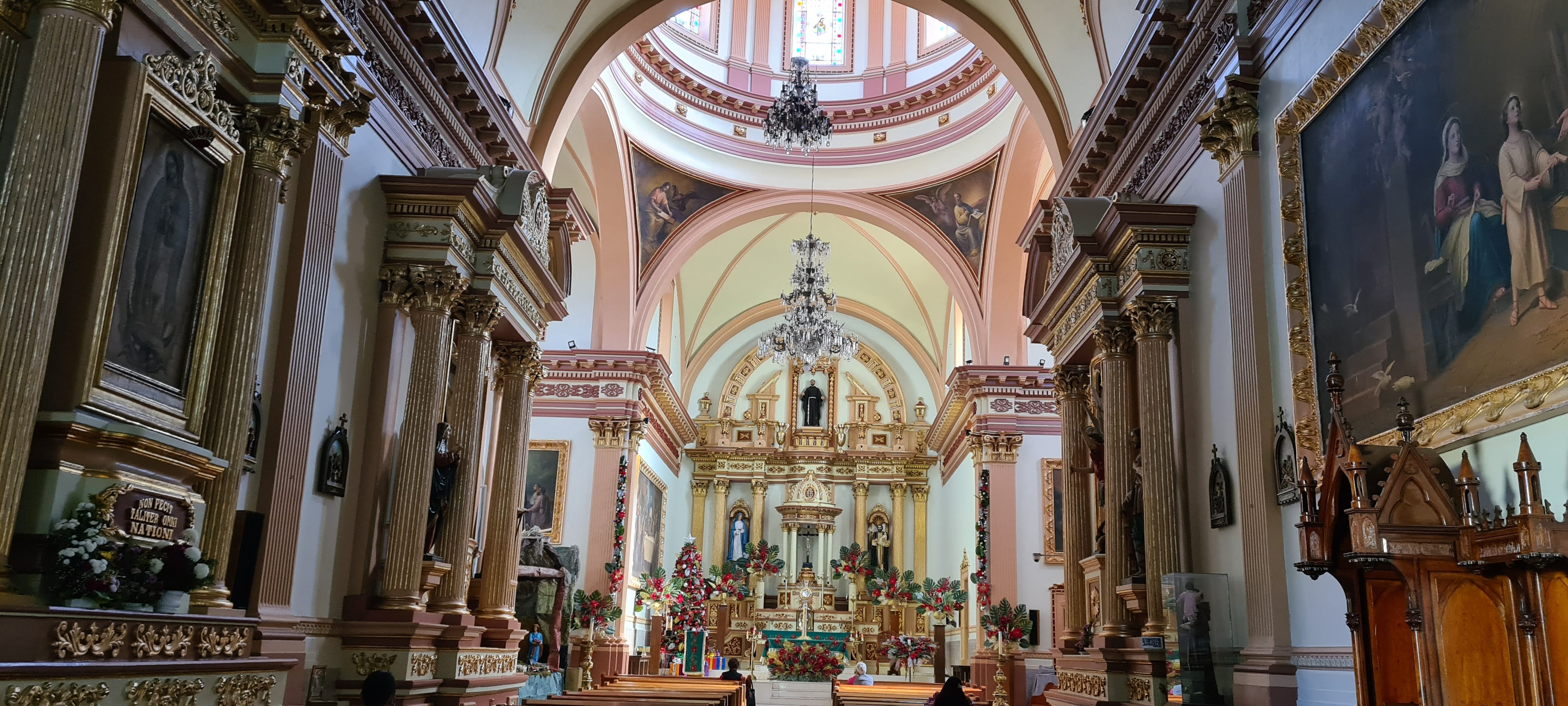
Interior del Exconvento franciscano.

Después de la conquista, llegaron los  franciscanos y organizaron la población en barrios y edificaron el Convento, Templo y Hospital en la segunda mitad del siglo XVI. Este templo tienen como reliquia un Cristo, regalo del rey Carlos V al fray Jacobo Daciano, quien fue parte de la realeza de Dinamarca y llegó como fraile de la Orden Franciscana en el siglo XVI.
En el claustro hoy se encuentran las oficinas y la casa parroquial. Su archivo histórico cuenta con registros de la Cofradía del Divinísimo (1680-1859) y de personajes importantes para la historia política y cultural de nuestro país como son: Anastasio Bustamante, Antonio Mayeés Navarro, Rafael Méndez, Ramón Martínez Ocaranza y Feliciano Béjar.

### Museo de la vida y obra de Lázaro Cárdenas
En 1976 se inauguró en el inmueble el Centro de Estudios de la Revolución Mexicana. Para este fin, se acondicionaron biblioteca, auditorio y salas que albergan una importante colección de artículos de la vida y obra del general Cárdenas. Actualmente es la sede de la Unidad Académica de Estudios Regionales de la Universidad Nacional Autónoma de México (UAER-UNAM). En algunas de sus salas se exhiben piezas prehispánicas de la Zona arqueológica del Otero, y los hallazgos de la Casita de Piedra, entre otras.

### Histórico templo del Sagrado Corazón

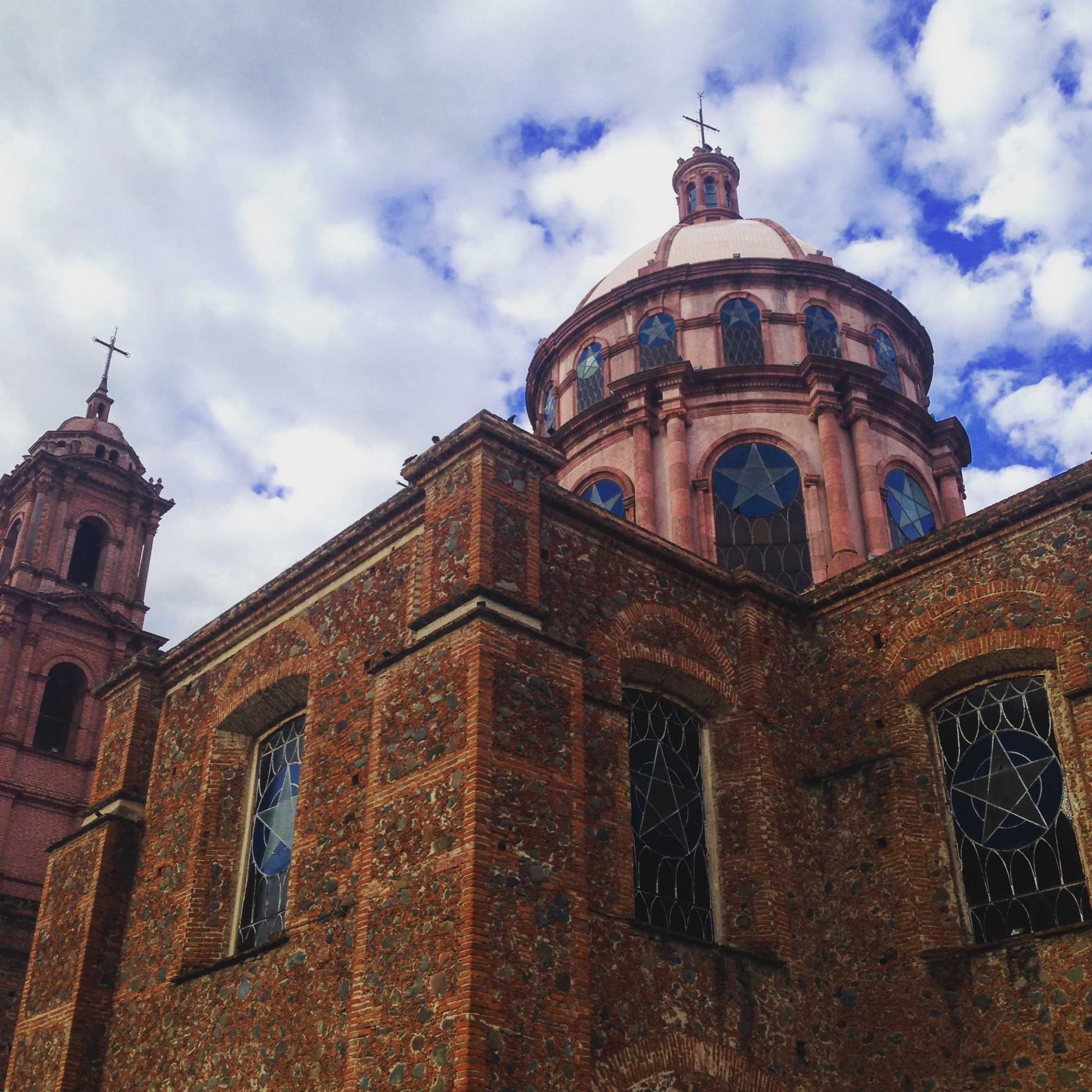
Iglesia del Sagrado Corazón.

Imponente templo de la segunda mitad del siglo XIX de accidentada historia, pues en 1918 sirvió como cuartel militar y en el año de 1936 fue establecido como teatro y sede del Cine Revolución.

### Bosque Cuauhtémoc y Bosque Juárez
Extensos territorios convertidos en el pulmón principal de la Región de Jiquilpan. Su existencia la debemos al general Cárdenas pues fue él quien decretó su creación y conservación. Hoy cuentan con la declaración estatal de «bosques urbanos protegidos». Su vasta extensión permite realizar actividades al aire libre.

#### Casita de Piedra
Enclavada en el Bosque Cuauhtémoc alberga el centro de sericultura y productor de rebozos de seda. La Casita de Piedra fue biblioteca forestal impulsada por Lázaro Cárdenas (década de los 50) quien la abrió al público. Este espacio se ha convertido en uno de los lugares más emblemáticos del municipio y punto obligado de visita para los turistas al escuchar las diversas historias y anécdotas que de manera oral se cuentan acerca de este lugar.
Con una arquitectura rústica luciendo acabados en piedra laja y sus amplios corredores frontales, este inmueble, hace algunas décadas, fue escenario para la filmación de la película Las amantes del señor de la noche, donde La Casita de Piedra se puede apreciar durante las actuaciones de Emilio El Indio Fernández, Irma Serrano e Isela Vega, por mencionar algunos.

### Biblioteca pública

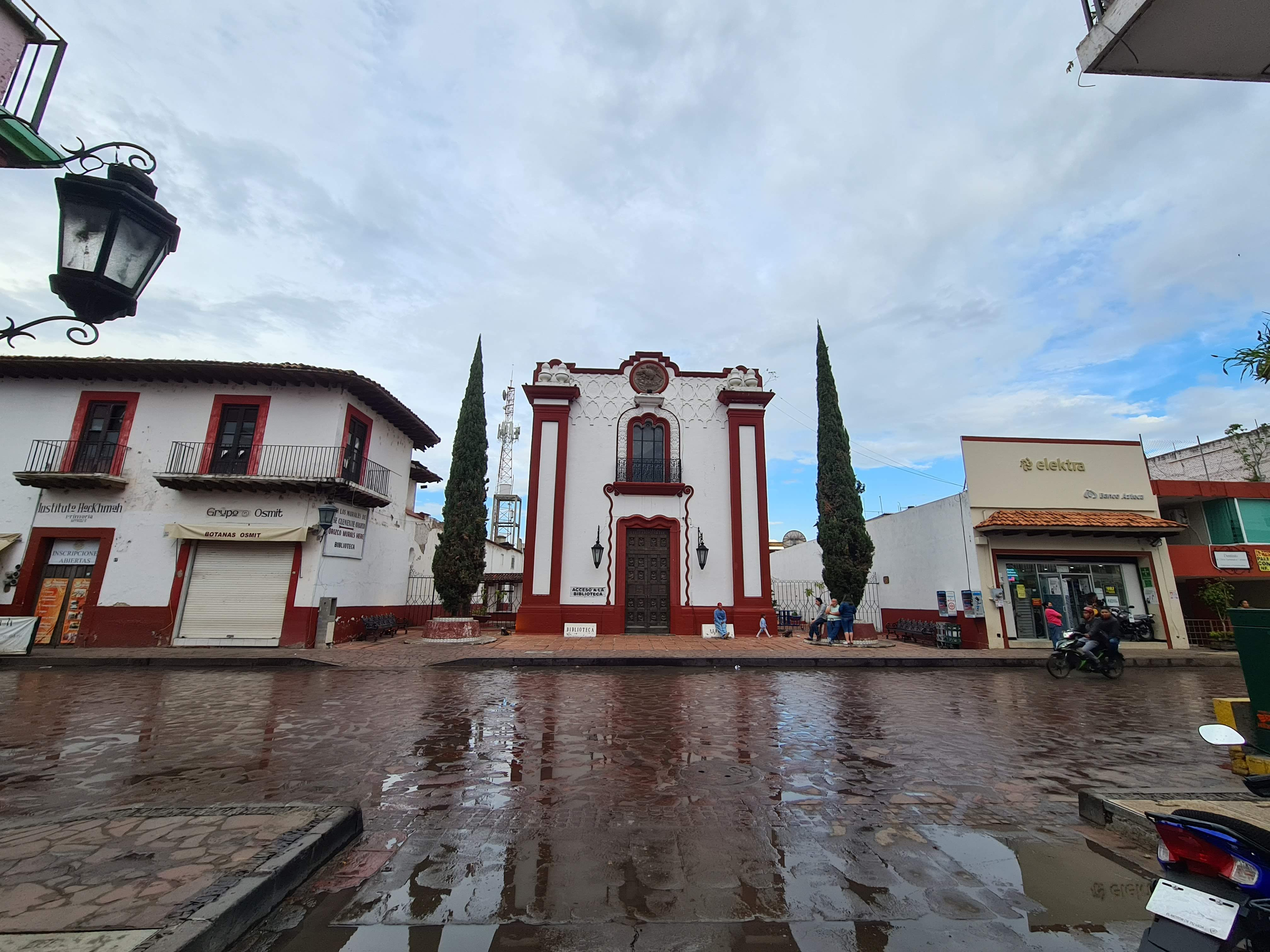
Biblioteca pública Gabino Ortíz.

Está alojada en un viejo inmueble de finales del siglo XIX que primero fue el Santuario de la Virgen de Guadalupe y luego fue adaptado como biblioteca pública. El interior está decorado con diez murales de uno de los grandes muralistas de México, José Clemente Orozco. Los temas son como sigue:

#### Ábside
- I.- Alegoría mexicana.

#### Lado Norte
- II.- Peones arrastrados por la antigua policía rural.
- III.- Combate.
- IV.- Fusilamiento del coronel Alvírez.
- V.- Rebelión de las masas obreras.

#### Lado sur
- VI.- Combate.
- VII.- Fusilamiento de campesinos.
- VIII.- Protesta de las masas obreras.
- IX.- Campo de Batalla.

#### Entrada
- X y XI.- Alegoría mexicana.

La puerta principal está cubierta de bronce donde aparecen esculpidas veintidós figuras en altorrelieve de Hombres Ilustres de América, obra del escultor Guillermo Ruíz.

### Casa museo El Porvenir Feliciano Béjar
Feliciano Béjar nació en Jiquilpan en 1920. El Museo cuenta con tres cuartos amueblados donde se presentan pinturas de sus familiares o paisajes de Jiquilpan y sus alrededores, tapices, esculturas y varias fotografías. El Museo tiene un patio, ahora cubierto con un vitral diseñado por el artista, de usos múltiples. Para la divulgación popular de arte y artesanía, el Museo ha adecuado tres aparadores de la tienda original de los Béjar. Los aparadores actúan como pequeñas salas de exhibición.

### Centro Escolar Francisco I. Madero

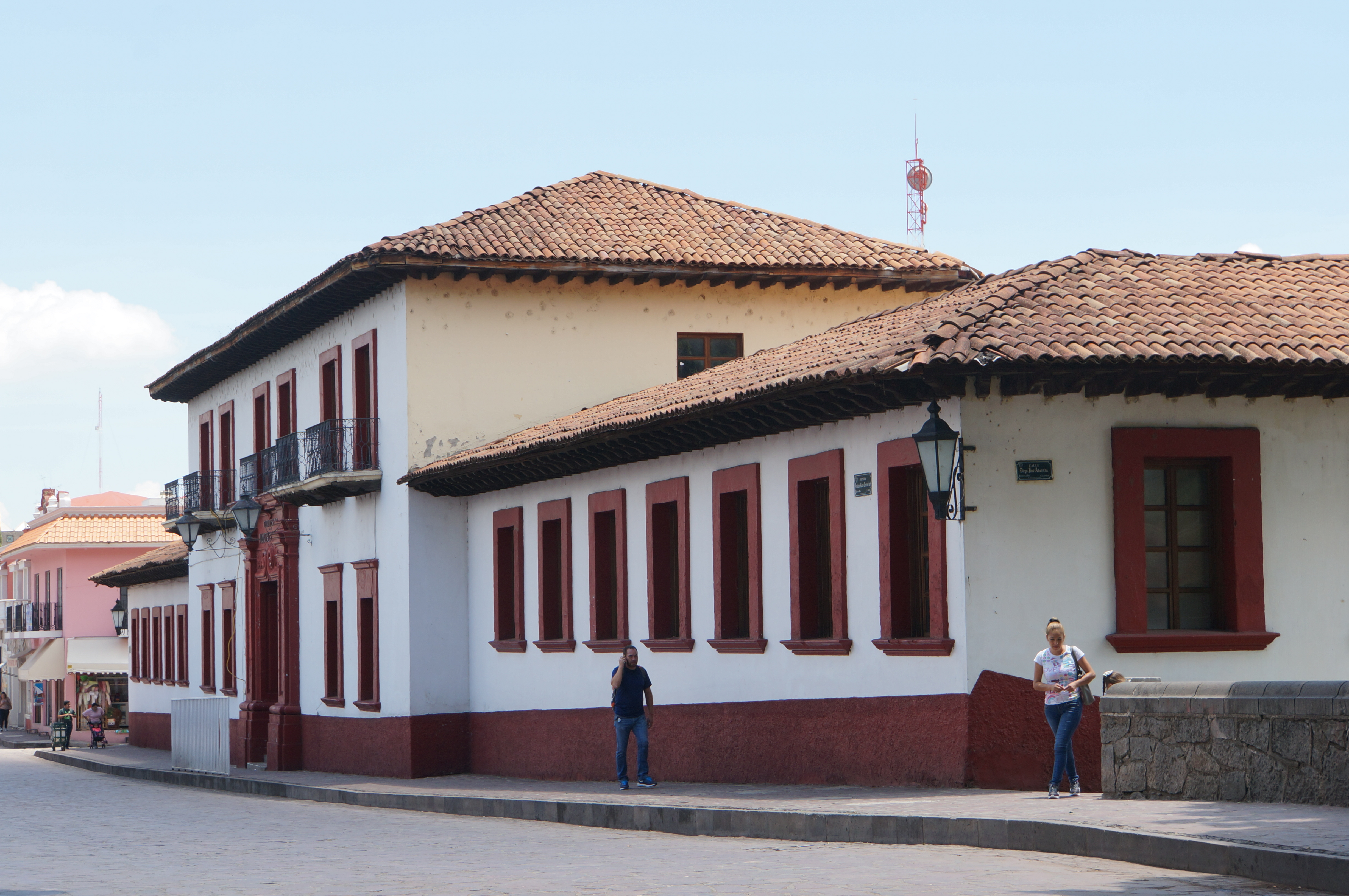
Escuela primaria Francisco I. Madero.

Roberto Cueva del Río pintó en 1940 los murales que muestran el aspecto constructivo de la Revolución mexicana.

### Centro Interdisciplinario de Investigación para la Desarrollo Integral Regional, Unidad Michoacán
Alberga fotografías de Enrique A. Cervantes y piezas artísticas de Roberto Cueva del Río.

### Zona arqueológica Otero
Jiquilpan también cuenta con el sitio arqueológico denominado «Otero», cuyos vestigios hacen evidente la relevancia que tuvo esta zona de nuestra nación en los tiempos prehispánicos. Se sabe que Jiquilpan por aquel entonces estaba considerado como un centro agrícola y cultural de enorme importancia.

### Fuentes y monumentos

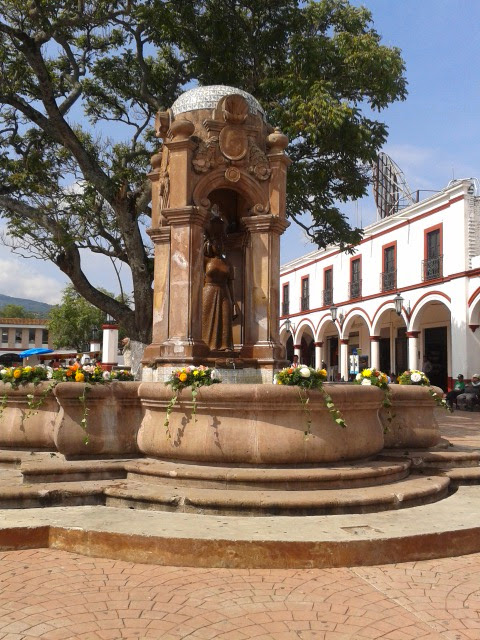
Fuente de la Aguadora.